# 極上の休日
『極上の休日』（ごくじょうのきゅうじつ）は、2003年10月から2004年3月まで日曜22:00 - 22:54にテレビ東京系で放送されていた教養バラエティ番組である。

## 番組綱要
これまでの日曜21時（のちの22時）の電通枠はこれまでの若者向けのバラエティ路線から大人向けの教養バラエティに切り替え、番組形態がスタジオ収録中心のものからオールロケ形式の収録が中心のものへと変わった。

## 出演者
- ナビゲーター/竹中直人
- ナレーター/近藤サト

## ゲスト
- 2003年10月19日　　
  - 001  田崎真也
- 2003年10月26日　　
  - 002  北原照久
- 2003年11月2日　
  - 003　熊川哲也
- 2003年11月16日　　
  - 004　安藤忠雄
- 2003年11月23日　　
  - 005　東儀秀樹
- 2003年11月30日　
  - 006　楳図かずお
- 2003年12月7日　
  - 007　千住明
- 2003年12月14日　　
  - 008　加山雄三
- 2003年12月21日　
  - 009　石井幹子
- 2003年12月28日　
  - 010　小山裕久
- 2004年1月11日　
  - 011　（総集編）
- 2004年1月18日　
  - 012　假屋崎省吾
- 2004年1月25日　
  - 013　立川談志
- 2004年2月1日　
  - 014　佐渡裕
- 2004年2月8日　
  - 015　田川啓二
- 2004年2月15日　
  - 016　青島幸男
- 2004年2月22日　
  - 017　團紀彦
- 2004年2月29日　
  - 018　徳大寺有恒
- 2004年3月7日　
  - 019　鳩山邦夫
- 2004年3月14日　
  - 020　野村万作
- 2004年3月21日　
  - 021　浜美枝
- 2004年3月28日　
  - 022　（総集編）

## スタッフ
- 総合演出・プロデューサー：樋口潮
- 構成：北村のん、つかはら、渡邊健一、藤井誠、鶴間政行
- TP：深谷高史
- CAM：岩田一巳
- VE：石井利幸
- AUD：高橋幸則
- 美術プロデューサー：古川雅之
- 美術制作：小美野淳一
- スタイリスト：勝俣淳子
- 編集：北浦美夫（麻布プラザ）
- MA：蜂谷博（麻布プラザ）
- 音効：十川公男
- TK：伊藤佳加
- ブロードキャストデザイン：ケネックジャパン
- 番宣：小林亜加子（テレビ東京）
- 技術協力：ニユーテレス
- 美術協力：アックス
- 音楽協力：テレビ東京ミュージック
- デスク：遠藤充子、沢野恵子
- AD：木村賢次郎、柏木学、中島敦
- AP：豊田千代美、前原篤
- 演：大久保徳宏、久保健志、石井宏昌、菊野浩樹
- プロデューサー：深谷守（テレビ東京）、日枝広道（電通）、長尾昇、恩田巌
- 製作協力：ドリマックス・テレビジョン
- 製作：テレビ東京、電通

| テレビ東京系 日曜22時台 | テレビ東京系 日曜22時台 | テレビ東京系 日曜22時台 |
| 前番組                  | 番組名                  | 次番組                  |
| ----------------------- | ----------------------- | ----------------------- |
| プラチナチケット        | 極上の休日              | ソロモンの王宮          |